# Orthiastis hyperocha
Orthiastis hyperocha är en fjärilsart som beskrevs av Edward Meyrick 1884. Orthiastis hyperocha ingår i släktet Orthiastis och familjen praktmalar, Oecophoridae. Inga underarter finns listade i Catalogue of Life.